# Gare de Simiane
Gare de Simiane – przystanek kolejowy w Simiane-Collongue, w departamencie Delta Rodanu, w regionie Prowansja-Alpy-Lazurowe Wybrzeże, we Francji.
Jest przystankiem kolejowym Société nationale des chemins de fer français (SNCF), obsługiwanym przez pociągi TER Provence-Alpes-Côte d’Azur.

## Położenie
Znajduje się na wysokości 207 m n.p.m., na 423,264 km linii Pertuis – Marsylia, pomiędzy stacjami Gardanne i Septèmes.